# أوركسترا كليفلاند
أوركسترا كليفلاند هي أوركسترا أمريكية من كليفلاند.تأسست في 1918 وهي واحدة من خمس فرق أوركسترا أمريكية يشار إليها عادة باسم «الخمسة الكبار».